# 베텔 고백문
다음은 베텔 고백문(Betheler Bekenntnis, 1933년)에 대한 내용이다.
1933년 히틀러가 독일 총통으로 등장한지 1년 후 1934년 바르멘에서 신학선언이 있었다. 신학과 신앙의 언어였지만, 거기에는 히틀러의 마성화에 대한 강렬한 비판이 담겨 있었다. 바르멘 선언은 알고 있지만, 그보다 1년 전 독일 빌레펠트 베텔(Bethel)에서 발표한 신학선언을 모르는 사람은 많은 듯하다. 1933년 베텔고백서는 8월에 본회퍼(Bonhoeffer)와 자세(Sasse), 그리고 보델슈빙어를 중심으로 독일개신교회(Deutsche Evangelische Kirche)의 고백문으로 계획되어 작성된다. 하지만 지나치게 루터교적이라는 평가와 함께 독일교회의 공식선언문으로 채택되진 못했다. 하지만 본회퍼와 마찬가지로 옥중생활을 해야 했던 니묄러 목사에 의해 그 해 11월에 익명으로 출간되었다. 이 고백문은 오늘날 교회투쟁의 시작을 알리는 신호탄이라 할 수 있으며, 바르멘 선언보다 더 명확하고 분명한 입장을 밝히고 있다고 평가된다.